# Idaea enargeia
Idaea enargeia är en fjärilsart som beskrevs av Fletcher 1978. Idaea enargeia ingår i släktet Idaea och familjen mätare. Inga underarter finns listade i Catalogue of Life.